# كارين جوي فولر
كارين جوي فولر (بالإنجليزية: Karen Joy Fowler)‏‏ (7 فبراير 1950 في بلومنقتون - ) روائية، وكاتِبة، ومؤلفة، وكاتبة خيال علمي من الولايات المتحدة.

## الجوائز
- جائزة جون كامبل جورج لأفضل كاتب جديد  [لغات أخرى]‏
- جائزة عالم الخيال لأفضل مجموعة  [لغات أخرى]‏
- جائزة نابيولا لأفضل قصة قصيرة  [لغات أخرى]‏
- جائزة نابيولا لأفضل قصة قصيرة  [لغات أخرى]‏

## روابط خارجية
- كارين جوي فولر على موقع IMDb (الإنجليزية)